# Rong đuôi chó cứng
Rong đuôi chó cứng hay Rong đuôi chó thường (danh pháp: Ceratophyllum demersum) là một loài thực vật có hoa trong họ Ceratophyllaceae. Loài này được L. miêu tả khoa học đầu tiên năm 1753.